# Villeray–Saint-Michel–Parc-Extension
Villeray–Saint-Michel–Parc-Extension ist eines von 19 Arrondissements der Stadt Montreal in der kanadischen Provinz Québec. Im Jahr 2011 zählte der 16,5 km² große Stadtbezirk 142.222 Einwohner.

## Geographie
Villeray–Saint-Michel–Parc-Extension liegt im Zentrum der Île de Montréal. Der Bezirk setzt sich zusammen aus den Stadtteilen Saint-Michel im Norden, Villeray in der Mitte und Parc-Extension im Süden. Die Landschaft ist geprägt von ehemaligen Steinbrüchen, die zum Teil zu Parkanlagen umgewandelt wurden.
Benachbarte Arrondissements der Stadt Montreal sind Ahuntsic-Cartierville im Westen, Montréal-Nord im Nordwesten, Saint-Léonard im Norden, Rosemont–La Petite-Patrie im Osten und Outremont im Südosten. Darüber hinaus grenzt der Bezirk im Süden an die eigenständige Gemeinde Mont-Royal.

## Geschichte
Bis gegen Ende des 19. Jahrhunderts war das Bezirksgebiet lediglich eine weite, landwirtschaftlich genutzte Fläche. 1878 eröffnete die Canadian Pacific Railway eine neue Bahnstrecke zum Stadtzentrum Montreals, was die Entwicklung der Gegend erleichterte. 1896 erfolgte die Gründung der Gemeinde Villeray, wo die Villeray Quarry Company einen Steinbruch betrieb. Das Unternehmen und der Ort waren nach Louis Rouer de Villeray benannt, der im 17. Jahrhundert der Kolonialregierung von Neufrankreich angehörte. 1905 fusionierte Villeray mit Montreal. Der rasch wachsende Vorort Parc-Extension, bisher ein Teil des Sprengels Saint-Laurent, schloss sich 1910 ebenfalls Montreal an.
1912 wurde die Gemeinde Saint-Michel-de-Laval gegründet. Drei Jahre später erhielt sie den Stadtstatus, was mit einer Umbenennung in Saint-Michel verbunden war. Die Stadt entwickelte sich zu einem industriellen Zentrum. Allein in den zwei Jahrzehnten nach dem Zweiten Weltkrieg erhöhte sich die Bevölkerungszahl um mehr als das Zehnfache, von 6.000 auf 68.000 Einwohner. Zu diesem Wachstum trug insbesondere die Eröffnung der Autoroute 40 bei. Seit 1968 gehört auch Saint-Michel zu Montreal.

## Bevölkerung
Gemäß der Volkszählung 2011 zählte Villeray–Saint-Michel–Parc-Extension 142.222 Einwohner, was einer Bevölkerungsdichte von 8620 Einwohnern/km² entspricht. Von den Befragten gaben 44,1 % Französisch und 5,3 % Englisch als Muttersprache an. Weitere bedeutende Sprachen sind unter anderem Spanisch (8,6 %), Arabisch (5,8 %), Italienisch (5,2 %), Haitianisch (4,6 %), Griechisch (3,6 %), Chinesisch (2,4 %), Vietnamesisch (3,0 %) und Portugiesisch (2,4 %). Der Bezirk ist somit stark multikulturell geprägt.

## Sehenswürdigkeiten
- Parc Jarry

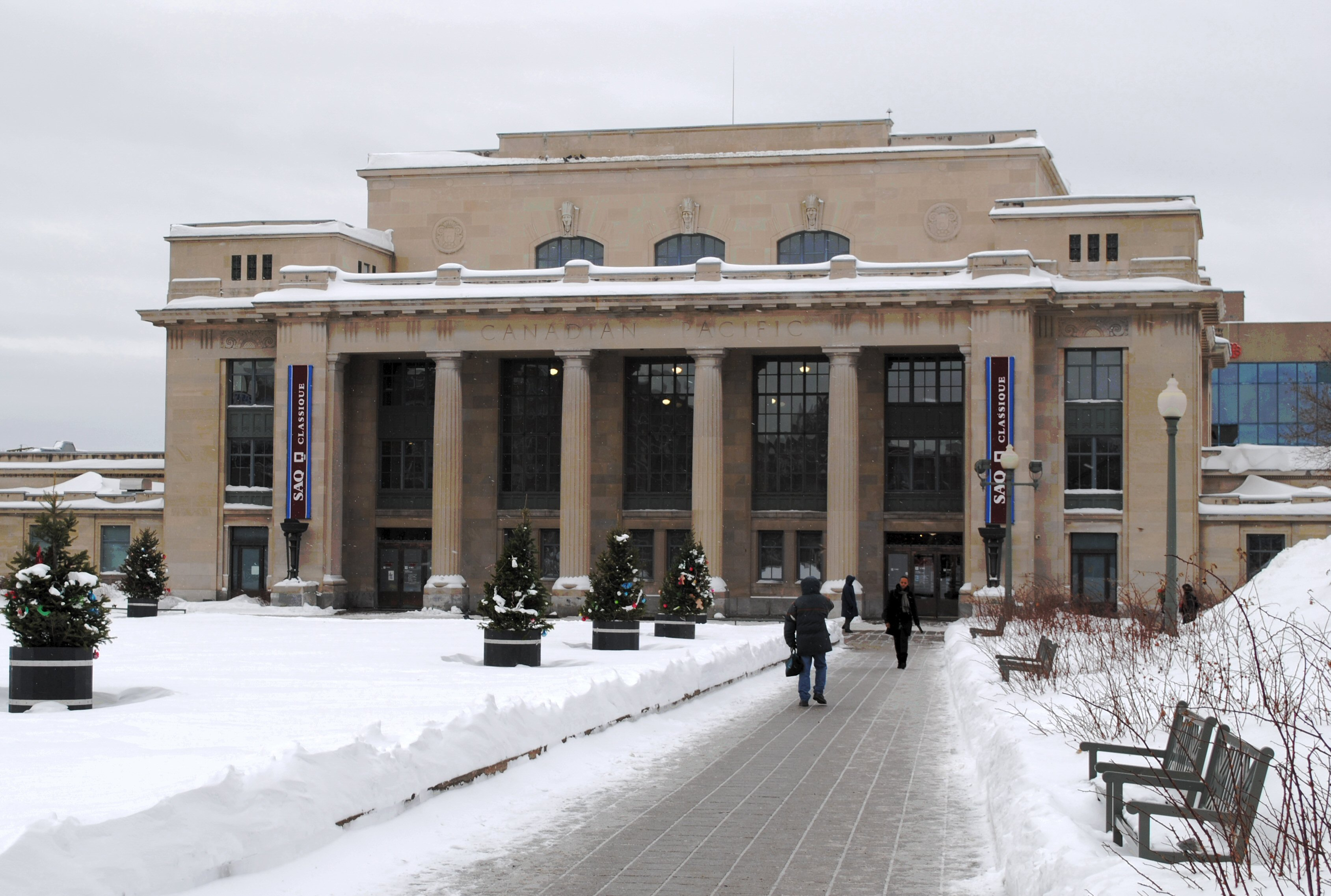
Ehemaliger Bahnhof Parc der Canadian Pacific Railway

- Complexe environnemental de Saint-Michel
- Stade Uniprix
- Hauptsitz des Cirque du Soleil